# Miletus sinensis
Miletus sinensis är en fjärilsart som beskrevs av Felder. Miletus sinensis ingår i släktet Miletus och familjen juvelvingar. Inga underarter finns listade i Catalogue of Life.